# Jenny Dryburgh
Jenny Dryburgh (ur. 30 sierpnia 1978) – nowozelandzka lekkoatletka specjalizująca się w skoku o tyczce. Wielokrotna mistrzyni i rekordzistka kraju, w 2001 została międzynarodową mistrzynią Australii.

## Rekordy życiowe
- skok o tyczce – 4,35 (2001)
- skok o tyczce (hala) – 4,30 (2002) rekord Nowej Zelandii